# Casa al carrer Gardissó, 2 (Llançà)
La Casa al carrer Gardissó, 2 és una obra de Llançà (Alt Empordà) inclosa a l'Inventari del Patrimoni Arquitectònic de Catalunya.

## Descripció
Situada dins del nucli urbà de la població de Llançà, a l'extrem nord-est del nucli antic de la vila, formant cantonada amb els carrers de Pablo Picasso i Rafael Estela.
Edifici cantoner de planta irregular amb jardí lateral, format per diversos cossos adossats. Presenta cobertes d'un sol vessant o bé planes i està distribuït en planta baixa i tres pisos. L'edifici presenta dues parts ben diferenciades. El volum principal, de grans dimensions, és més recent cronològicament que l'altre i presenta obertures rectangulars amb els emmarcaments arrebossats. L'accés a l'interior es fa pel primer pis mitjançant unes escales exteriors des de les que també es pot accedir al jardí. Tota la construcció està arrebossada i emblanquinada. La part més destacable de l'edifici és l'altre volum, més antic que l'anterior, i que està situat a l'extrem de llevant de la construcció, formant cantonada. Té la teulada d'un sol vessant, s'organitza també en tres nivells superiors i presenta senzilles finestres rectangulars. Cal destacar l'extrem superior de la cantonada de tramuntana, donat que hi ha un cos circular sobresortit cobert amb la mateixa teulada que la resta de l'edifici. També mereix menció el gran mural situat a la petita placeta orientada al carrer de Pablo Picasso, el qual es recolza a la façana de llevant de l'edifici. Aquesta part de la construcció està bastida en pedra escairada i sense treballar, disposada regularment.